# Íðunn Egilstoft
Íðunn Egilstoft (* 15. August 1993; geborene Magnussen) ist eine ehemalige färöische Fußballspielerin, die für EB/Streymur/Skála und für die Nationalmannschaft aktiv war.

## Verein
Egilstoft kam aus der Jugend des Vereins EB/Streymur in die erste Mannschaft und entwickelte sich schnell zur Stammspielerin. In der ersten Liga lief sie zum ersten Mal am achten Spieltag 2009 im Alter von 15 Jahren auf. Beim 1:1-Unentschieden im Auswärtsspiel gegen B68 Toftir/NSÍ Runavík wurde sie in der 57. Minute für Jóhanna Kúrberg eingewechselt. Ihr erstes Tor erzielte sie am zwölften Spieltag beim 2:1-Heimsieg gegen denselben Gegner, als sie zur 1:0-Führung traf. Nach dem Ende der Saison 2010 stand als Vorletzter der Abstieg in die zweite Liga fest, im Jahr darauf gelang als Drittplatzierter der Wiederaufstieg. 2013 fusionierte der Verein mit Skála ÍF zu EB/Streymur/Skála. 2015 erreichte sie mit ihrer Mannschaft das Pokalfinale und unterlag gegen KÍ Klaksvík mit 1:2, Egilstoft erzielte hierbei den zwischenzeitlichen Ausgleich. Nach der Saison 2016 pausierte sie für ein Jahr und gewann 2018 gemeinsam mit Anna Hansen, Durita Hummeland, Ansy Jakobsen, Lea Lisberg, Margunn Lindholm, Birna Mikkelsen und Fríðrún Olsen sowohl die Meisterschaft als auch den Pokal durch einen 2:1-Finalsieg gegen HB Tórshavn. Nach einer weiteren einjährigen Pause spielte sie von 2020 bis 2022 wieder im Verein.

## Nationalmannschaft
Für die Nationalmannschaft der Färöer bestritt Egilstoft bisher 14 Länderspiele und erzielte zwei Tore. Ihr Debüt gab sie am 28. November 2012 beim 6:0-Auswärtssieg im Freundschaftsspiel gegen Luxemburg in Niederkorn, traf hierbei zum zwischenzeitlichen 2:0 und wurde in der 61. Minute ausgewechselt. Ihr letztes Spiel bestritt Egilstoft am 9. April 2015 im EM-Qualifikationsspiel gegen Malta in Ħamrun, welches mit 4:2 gewonnen wurde. Sie wurde beim Stand von 2:1 für Milja Simonsen eingewechselt.

## Erfolge
- 1× Färöischer Meister: 2018
- 1× Färöischer Pokalsieger: 2018